# Arboridia ribauti
Arboridia ribauti är en insektsart som först beskrevs av Ossiannilsson 1937.  Arboridia ribauti ingår i släktet Arboridia och familjen dvärgstritar. Inga underarter finns listade i Catalogue of Life.